# Patrícia Travassos
Patricia Gonzaga Travassos (Rio de Janeiro, 2 de fevereiro de 1974) é uma jornalista brasileira. É formada em Jornalismo pela Faculdade Cásper Líbero e em marketing pela Escola Superior de Propaganda e Marketing.

## Biografia
Passou pela rádio Trianon, pela Rede Bandeirantes e TV Cultura (onde ficou por seis anos), na qual fazia reportagens para o programa Metrópolis e cobriu os Jogos Olímpicos de Sydney (2000) e de Atenas (2004).
Foi repórter do SBT até julho de 2007, (onde cobriu a Copa do Mundo da Alemanha, em 2006) e ainda produziu a série de reportagens "Nos trilhos do Brasil" (vencedora do Prêmio ANTF de Jornalismo e semi-finalista do Prêmio Caixa de Jornalismo na categoria Negócios em Turismo - Mídia Eletrônica).
Integrou a equipe de Ana Paula Padrão no informativo semanal SBT Realidade. 
Criou a Produtora Prosa Press em 2013 e estreou com uma coprodução com a Rede Globo de Televisão para o Fantástico, a série Mãe S/A. Este projeto ainda rendeu uma série na Globonews e o livro Minha Mãe é um Negócio. A série exibida na Globonews conquistou o Grande Prêmio SEBRAE de Jornalismo em 2014.
Em 2013, produziu o documentário Tristezas não pagam Dívidas, baseado no livro da jornalista Mara Luquet e exibido na Globonews. 
Em 2014, produziu a série Fominha em 12 episódios para juntar 2 paixões nacionais: o futebol e a gastronomia. O programa apresentado pela chef Ana Luiza Trajano percorreu as 12 cidades sede da Copa do Mundo do Brasil para conhecer os hábitos e tradições quando o assunto é a ida ao estádio de futebol. O programa foi exibido no GNT.
Em 2016, Patricia Travassos lançou a Plataforma Mãe com Prosa em conjunto com as jornalistas Fabíola Cidral e Petria Chaves. 
Entre 2017 e 2020 teve uma coluna semanal de Inovação nos programas Conta Corrente e no Jornal Globonews Em Ponto. 
Patricia Travassos também é palestrante e Mestre de Cerimônias em diversos eventos relacionados a Inovação e ao Empreendedorismo.

## Prêmios
- Em 2014, Patricia foi vencedora do Grande Prêmio SEBRAE de Jornalismo com o projeto Mãe S/A
- Em 2006, Patricia foi vencedora do Prêmio ANTF de Jornalismo pela série de reportagens "Nos trilhos do Brasil".
- Em 2007 foi eleita, na terceira edição do Troféu Mulher Imprensa, a melhor repórter de telejornal.[2]